# Az Egyesült Királyság vasúti közlekedése
Az észak-írországi vasutakról lásd: Írország vasúti közlekedése
A Brit-sziget a vasút őshazája. Hálózata sűrű, de kialakítása, járművei, szabályzatai merőben eltérnek az európai kontinensen megszokottaktól. A hálózat teljes elszigeteltsége az 1990-es években, a Csalagút megnyitásával tört csak meg. A sziget három nagyobb része közül a legnagyobb forgalom Anglia pályáin bonyolódik, ahol a nagyvárosok és gyárak túlnyomó többsége található. Wales és Skócia megkapó tájain már az alacsony a népsűrűség, a csekély járatsűrűség és nagyobb távolságok dominálnak.

## A brit vasúti liberalizáció
A vasút teljes privatizációja 1996-ban történt meg az 1993-ban elfogadott Vasúti törvény alapján (amelyet időközben 2000-ben, a szállítási törvény elfogadásakor módosítottak). A  magánosítás során a korábbi állami British Railwayst 100 társaságra osztották, majd valamennyit értékesítették. E folyamat végére egyetlen állami tulajdonú cég sem maradt a brit vasút üzemeltetés és fenntartás terén.
A vonatok közlekedtetése 25 személyszállító és 4 áruszállító cég feladata lett. A vasúti pályák gondozása a Railtrackre hárult, amelynek munkáját az újonnan létrehozott állami hatóságok felügyelték. 2001 őszére a Railtrack anyagilag ellehetetlenült, élére a Közlekedési Minisztérium csődgondnokot nevezett ki. Felismerve, hogy a pályák profitorientált fenntartása a közlekedés biztonságának rovására megy, az állam tőkeemelés révén átvette az irányítást a társaságban, amely Network Rail néven folytatta a tevékenységét. Az ügylet vesztesei a kisrészvényesek voltak, akiknek a befektetése ilyetén módon lényegében teljesen elveszett. (E konstrukció hasonlatos ahhoz, ahogy a magyar állam a csődbe ment Postabank tulajdonosává vált.)
A vasútbiztonság szavatolására és a fejlesztési irányok kijelölésére, az üzemeltetők kiválasztására és ellenőrzésére újabb szervezet jött létre, a Strategic Rail Authory (SRA), amivel a felügyeleti szervek száma már háromra nőtt.
A Brit-szigeten ma 28 társaság közlekedtet személyszállító vonatokat, ebből 25 az SRA által kiírt koncesszió birtokosaként, veszteségeiket állami forrásból pótolva. Mindössze három  független üzemeltető van, akik a „szabad pályahasználat” áldásait élvezve  közlekedtetnek vonatokat: az Eurostar, a Heathrow Express és a Hull Trains Ltd. A 28 társaság közül heten a távolsági forgalomban, tízen a helyi közlekedésben, további tízen London környékén aktívak.
Nagy-Britanniában ez idő tájt[mikor?] négy társaság közlekedtet tehervonatokat. Ezek közül csak kettő jelentős, az English Welsh & Scottish Railway (EWS) és Freightliner.
Az SRA a National Rail Trends  kiadványában anyagi szempontból is értékeli a privatizáció sikerét. Az állam kivonulásának alapvető célja az volt, hogy az általa adott támogatás csökkenjen a magántársaságok hatékonyabb üzemvitele által.
A kiadványból kiderül, hogy a 2003. üzleti évben a magán vasútvállalatoknak és a pálya fenntartó állami Network Rail részére adott szubvenció (Londont a Csalagúttal összekötő új Channel Tunnel Rail Link (CTRL) vonal építésére kifizetett 374 millió fontos szubvenciót nem számítva) összesen 2,214 milliárd fontba (775 milliárd forintba) került az adófizetőknek. Ezzel először haladta meg reálértékében az 1994-1995-ös, privatizálás előtti 1,697 milliárd fontot. 1995-1996 és 2000-2001 között ez folyamatosan 1,214 milliárdra csökkent, azóta viszont meredeken emelkedik, mivel az államnak az infrastruktúra karbantartására és a megnövekedett igények miatti átépítésekre egyre több pénzt kell áldoznia. A 2001/02-es e célra szánt 499 millió font 2002/03-ra 792 millió fontra nőtt.
A máig fizetett hozzájárulásokból a privát üzemeltetőknek 1,1 milliárd font nyereségük származott. 1994/95-től 2002/03-ig a szállítási teljesítmények az alábbiak szerint változtak:
- az utasszám 32,8%-kal, 976 millióra nőtt
- az utaskilométer 38,3%-kal 39,7 milliárdra nőtt
- a menetjegy- és mellékbevételek az állami szubvenciót nem számítva 68,7%-kal 3,663 milliárd fontra nőtt.

Látható, hogy a privatizáció nem váltotta be a hozzáfűzött remények jelentős részét. Kudarcnak teljes egészében azonban mégsem mondható, hiszen az európai trendekkel ellentétben a vasúti közlekedés térvesztése nemcsak hogy megállt, de a színvonalasabb és rugalmasabb szolgáltatás révén még nőtt is. Sőt a koncessziós üzem valószínű az állami hozzájárulás folyamatos növekedése mellett is megéri, hiszen a néhai államvasút a privát üzemeltetők által elért 35%-os forgalomnövekedést csak kb. ezzel arányos állami támogatás növekménnyel teljesítette volna, és a bevételek 70%-os növelésére is aligha lett volna képes. Ha így számoljuk, még mindig évente bő 200 milliárd forintot takarít meg a brit költségvetés.

## Nagy-Britannia vasúti személyszállítása
Az ATOC nevű szervezetbe tömörült 25 koncessziós személyszállítást végző vállalat 2003-ban 993 millió utast szállított, ami 3,1%-os növekedés 2002-höz képest. Noha kétségtelen, hogy a forgalom jelentős része a nagyobb ipari körzetek és London elővárosában   bonyolódik, az eredmény mindenképpen önmagáért beszél.
Az ATOC és az SRA együttesen felel azért, hogy a vasutak egységessége, az utasok érdekei ne sérüljenek a  nagyszámú üzemeltető ellenére. Ennek letéteménye, hogy a díjszabás alapjai és az alapkedvezmények minden társaságnál azonosak. Így az államvasúti korhoz  képest a jegyváltás módja nem változott. Valamennyi jegypénztár bármilyen viszonylatra képes számítógéppel menetjegyet kiadni. Az utasnak tehát csak az utazás napját, az igényelt kedvezményt, kocsiosztályt és persze viszonylatot kell megjelölnie.
A németekhez hasonlóan itt is lehetőség van a díjmentes helybiztosításra. Itt azonban nem az automata használatát, hanem az elővételt jutalmazzák. Igaz, az indulás napján helybiztosításra díjfizetés ellenében sincs lehetőség (kivétel ez alól csak a kötelező, de díjmentes helybiztosítással közlekedő néhány éjszakai vonat). Ez az eljárás a nemzetközi jegyek tulajdonosaira is áll: jegyük felmutatása mellett nyomtatnak nekik ingyen helyjegyet.
A vonatjegyek árai ettől függetlenül nagyon magasak, talán Európa legdrágábbjai. Azonban a jövedelmek is itt a legmagasabbak, no meg a társaságok költségei is. Ezek ismeretében is érezhetően magasabb arányú a jegybevétel, mint a többi országban. A britek relatíve gazdaságosabb üzeme annak felismerésének gyakorlati megvalósítását tükrözi, hogy nem az olcsó (és emiatt alacsonyabb színvonalú) közösségi közlekedés ösztönöz igazán vasúti utazásra, hanem a közúti közlekedés pénzügyi terheinek növelése (például a London belsejébe való behajtáskor szedett díj) vezet az autónál olcsóbb, de színvonalas járatok igénybevételéhez.
Ez azonban nem jelenti azt, hogy mindenki gyalog menne az állomásra, vagy hogy nemcsak a London határában száll át a személygépkocsiról metróra, vagy vonatra. A vasút részaránya ugyanis mindössze 5,4%-os, ami a (Brexit előtti) Európai Unió legnagyobb, 86,4%-os autóhasználati arányával párosul.
Noha a vonatjegyek drágák, ezek magas szintű szolgáltatásokkal párosulnak. A nagyobb állomások majd mindegyikén állandó a biztonsági szolgálatok és a rendőrök jelenléte, illetve már a vonatra szállás előtt kiszűrik a peronzárak a jegy nélkül utazó, az utasokban félelmet, rossz érzést keltő embereket. A társaságok tehát hatékonyan be tudják szedni az utazások ellenértékét, és kiszűrni az üzletszabályzat által az utazásból kizárt egyéneket.
A szerelvények egy része azonban már nagyon idős. Azok belseje sokszor az elhasználódás jeleit mutatja. Ezekben az utazás nem a tisztaság miatt élmény, hanem például az egyedülálló, csak kézzel és csak kintről nyitható, kifelé nyíló ajtajaik miatt, amelyek ráadásul nemcsak a vagon két végén, esetleg közepén, hanem minden egyes kupéban megtalálhatóak. Ezek a főleg Londontól délre közlekedő „nosztalgia”-járművek hamarosan eltűnnek a napi forgalomból.
Nagyobb gond, hogy az üzemeltetők a vonatbelsők kialakításakor érthetetlen módon nagyon ragaszkodnak a szőnyegborításhoz. Az itteni éghajlat azonban garancia arra, hogy sokszor koszos, sáros cipőben szállnak fel az utasok. A tisztíthatatlanul elszennyeződött szőnyeg pedig szintén az elhanyagoltság érzetét keltheti. 
A magánszolgáltatók sok esetben okoznak kellemetlenséget az utasoknak. Az elővárosi vonalakon gyakoriak a késések, és nem ritka a vonatok kimaradása sem. Az utastájékoztatás sem mindig megfelelő, és a vágányzárak meghirdetése is hagy kívánnivalót maga után.
A távolsági vonatokat érintő „rendkívüli események” jól példázzák az egységes vasút hiányát. Ennek iskolapéldája volt, hogy az egyik éjszakai vonat azért vesztegelt hajnalban Anglia közepén órákat, mert nem érkezett meg az új mozdonyvezető. Ilyenből több órás késés Európa kevésbé liberalizált részein azért nem jellemző. Az sem vált az egyik társaság dicsőségére, hogy a hajnali 3.30-kor a vágányzár miatt a vonatról leszállított utasok azzal szembesültek, hogy nincs vonatpótló autóbusz. A társaság végül személygépkocsikkal, többször fordulva vitte az utasokat át egyik városból a másikba. Ez akár utasbarát gesztus is lehetett volna, ha a vágányzár túloldalán nem megy el a „csatlakozó” vonat az utasok érkezése előtt. Ezzel két és fél órát vesztettek az utasok. Reklamálni persze nincs kinél, mint ahogy tájékoztatás sincs: ilyenkor csak az utasok számára elérhetetlen forgalmista van szolgálatban.
A liberalizált, nem egységes vasút működési, szolgáltatási színvonalát tekintve igen ellentmondásos.
A brit vasúti utazás színvonalának további emelése végső soron csak akkor lehetne szavatolható, ha az EU legújabb irányelveinek megfelelően az ilyen minőségi nem megfelelőségek esetén az utasokat – a légi közlekedéshez hasonlóan – jelentős kártérítés illetné meg. Ez érdekeltté tenné a társaságokat a minőség javításában és a késések csökkentésében. Az utóbbira máris vannak módszerek. A legtöbb távolsági vonat Birmingham felől az utolsó 28 km-t 20-25 perccel lassabban teszi meg befelé, mint kifelé.
A brit vasúttörténet egyik legnagyobb szabású projektje a CTRL rövidítésű nagysebességű vasúti összeköttetés kiépítése. A 108 km hosszú pálya két szakaszban készül el. Az elsőt (74 km hosszban) az alagút bejárata és a faewkhami elágazás között öt évvel az építkezés kezdete után, 2003 szeptemberében már át is adták a forgalomnak. Az 1,9 milliárd fontos első szakasz eltörpül a London egészén keresztül haladó, 2007 végére elkészülő második szakasz 3,3 milliárd fontos költsége mellett, ez utóbbi tartalmazza a St Pancras pályaudvar teljes átépítését is. Az első szakasz engedélyezett sebessége 300 km/óra, ami a viaduktokon, alagutakon való áthaladás során 270-re szelídül. A CTRL teljes elkészülte után a London–Párizs közti 489 km-es vonatút a korábbi 2 óra 50 percről 2 óra 15 percre csökkent (ez 220 km/órás átlagsebességnek felel meg), tekintettel arra, hogy a London–Ashfort szakasz menettartama 35 percre rövidül az eredeti 75 perc helyett.

### Hely- és pótjegy váltása
Az ingyenes helyjegy csak néhány éjszakai vonaton kötelező, például a First ScotRail „Caledonian Sleeper” járatain, a távolsági vonatokra helyjegy váltható – ennek ingyenessége és a pótjegy intézményének hiánya a helyi viszonylatban is mellbevágó jegyárak mellett érthető is. Csúcsidőszakokban a helyjegy váltása indolkolt, ezt a helyiek tudják és alkalmazzák is – ennek megfelelően forgalmas napokon a frekventált távolsági járatokon néha nagyítóval kell keresni a le nem foglalt ülőhelyeket.

## Nagy-Britannia vasúti árufuvarozása
Az árufuvarozást végző négy cég 2003-ban együttesen elszállított 89,4 millió tonna áruja az EU-átlagot jóval alulmúló 10,3%-os részarányt jelent, és mivel a hajózás mindössze 0,1%-kal képviselteti magát, a vasút őshazájában 83,4%-os a közúti árufuvarozás   részaránya. A Csalagúton bonyolódó forgalom nem volt képes növelni a vasúti szállítás volumenét. Ennyi erővel akár közúti alagutat is lehetett volna fúrni a csatorna alatt.
A néhány tehervonat egyszerűen eltűnik a személyvonatok tengerében. Ez a kevés vonat főleg az ipari körzetek közötti nyersanyagszállításban jeleskedik. A szigeten vannak ugyan jelentős távolságok, de nem a főbb teherszállítási viszonylatok között. Ha a brit magánvasutak nem lesznek képesek a Csalagúton keresztül nemzetközi szállítást is biztosítani az ügyfeleiknek, teljesítményük tovább csökkenhet.
A brit személyszállítási hálózaton a forgalom 2010-ben az előző évhez képest 6,9%-os emelkedést mutat, 1,32 milliárd utazást bonyolított le a hivatalos statisztika szerint. Az adatok azt mutatják, hogy 1920 óta, békeévekben 2010-ben szállított a vasút legtöbb utast. A növekedés a nyári hónapokban volt a legnagyobb, évről évre 8%-ot emelkedett. Az igények az utolsó negyedévben is magasak voltak a decemberi heves hóesések ellenére, ami az üzemre is kihatott. 2010-ben a benzin, a gázolaj ára 15%-kal növekedett, jelentősen drágítva az autózást is. A vasúton a nagyobb vonatgyakoriság, a pontosabb közlekedés együttesen okozza, hogy mind több és több ember használja a vonatközlekedést, gazdasági okok miatt. A növekedés oka lehet még, hogy az emberek kihasználták az elővételi olcsóbb jegy lehetőségét.

## A jövő
Évente az utasszám átlagosan 7%-kal növekszik, és nő az aggodalom, hogy a hálózat képes-e a további növekedésnek megfelelni, a fő kapacitás növelő beruházások mindössze a Thameslink 2000 projekt Londonban, aminek költsége 5,5 milliárd font, Reading állomásának 425 millióba kerülő felújítása, valamint a Birmingham csomóponton lévő New Street állomás rendbe tételéhez 128 millió font hozzájárulás. Mindezek a fejlesztések már évekkel ezelőtt történtek.
Ezeken túl, az utasoktól elvárják, hogy mind nagyobb részét a vasúti utazási költségnek megtérítsék. A 2014-es évre a jelenlegi 50 százalékról 75 százalékra kívánják emelni. Mindezeket tetézi, hogy a jelenlegi mintegy 4,5 milliárd font támogatást 3 milliárdra kívánják csökkenteni.
A kormány azonban igényli, hogy a hálózat kapacitása 2037. évre megduplázódjon, más növekedést biztosító fejlesztések révén. Az ETCS bevezetését 2014 és 2020 között kívánják megvalósítani, feltehetően a Great Western Main Line és az East Coast Main Line fővonalon. Mind a két vonalat tervezik felújítani, mire megérkeznek a 200 km/h sebességű új vonatok. A stratégiában szerepel 150 állomáson az egyszerűsített jegyrendszer bevezetése és a zsúfoltság csökkentésére 1300 darab személykocsi beszerzése. Az áruszállítási vonalakra 200 millió fontot szán a koncepció, a vonalak felújítására, a nagyobb tengelyterhelés biztosítására.
A Brit infrastruktúra hivatal, a Network Rail, NR, átfogó tervet készített a vonalvillamosítás kiterjesztésére, és bebizonyította, hogy hosszú távon a villamos vontatás olcsóbb, mint a további dízel vontatás fenntartása. Az NR kijelentette, a villamos vontatású vonat esetében, 19-26 pennyvel kevesebb az energiaköltség mérföldenként, mint a dízel vonatnál, 20 százalékkal olcsóbb a mozdonyfenntartás, és a szén-dioxid-kibocsátás kevesebb, valamint a villamos vontatás nagyobb megbízhatóságot, teljesítményt nyújt, biztosítva ezek révén jelentős üzemeltetési és gazdasági hasznot.
Javaslatukban villamosításra kerülhetne sor, Midland Main Line vonalon Bedford, Derby, Notthingham és Sheffield között, valamint a Great Western Main Line vonalon, Londontól Bristolig, és South Walesig, mint a legfontosabb és leggyorsabban megvalósítandó feladat. További villamosítás magában foglalhatja az országot keresztülszelő vonalakat, Délnyugat-Anglia és Dundee, Skócia között, ahol sokkal hatékonyabb üzemet biztosít a villamos vontatás, a jelenleg dízel motorral üzemelő intercity üzemnél. A tervekben szerepel elkerülő teherszállítási vonalak villamosítása is.
A hivatal 2009 végére kidolgozta a villamosítandó vonalakat és megvalósításuk sorrendjét melyek több mint 2 milliárd font befektetést igényelnek a három fő projekt végrehajtásához:
- Az első projekt a nyugati fővonal villamosítását tartalmazza, Londontól Bristolig, Cardiffig és Swansea-ig. A villamosítással egy időben a vonalakat ellátják az ERTMS forgalomirányító berendezéssel.
- A másik villamosításra kijelölt vonal a Manchester Victoria – Liverpool. Mindegyik új villamosításra kerülő vonalon az állomásokat, a biztosítóberendezéseket, és legfőképpen a gördülőállományt megújítják a kedvezőbb eljutási idők biztosítása érdekében.
- A Skót program az Edinburgh – Glasgow vonal villamosítását tartalmazza.

## Vasúti kapcsolata más országokkal
- Franciaország,  Belgium – a csatorna-alagúton át – azonos nyomtávolság, azonos áramrendszer (25 kV 50 Hz AC)